# Сергеев, Евгений Николаевич
Евге́ний Никола́евич Серге́ев (23 марта 1887, Таловая Балка, Херсонская губерния — 10 сентября 1937, Москва) — русский и советский военный деятель, подполковник (20 октября 1917 года), комдив (5 декабря 1935 года), военспец, доцент (1934 год)

## Биография
Евгений Николаевич Сергеев родился 23 марта 1887 года в селе Таловая Балка Александрийского уезда, в семье художника Н. А. Сергеева и домохозяйки.
В 1905 году окончил Николаевский кадетский корпус в Санкт-Петербурге.

### Военная служба

#### Довоенное время
1 июня 1905 года призван в ряды Русской императорской армии и направлен на учёбу в Николаевское инженерное училище, после окончания которого по 1-му разряду 14 июня 1908 года был произведён в чин подпоручика и направлен в 7-й понтонный батальон, дислоцированный в г. Гора-Кальвария (Варшавская губерния).
В 1912 году направлен на учёбу в Николаевскую Академию Генерального штаба.

#### Первая мировая и гражданская войны
С началом Первой мировой войны Е. Н. Сергеев, окончив два курса академии, в чине поручика направлен в Собственный Его Императорского Величества железнодорожный полк, после чего принимал в боевых действиях на Юго-Западном и Румынском фронтах, был контужен. В ноябре того же года назначен на должность помощника начальника службы связи штаба 9-й армии.
В 1915 году признан выпускником Николаевской академии Генерального штаба. В период с 9 февраля по ноябрь того же года служил обер-офицером для поручений при штабе 30-го армейского корпуса.
14 июля 1916 года штабс-капитан Е. Н. Сергеев назначен на должность старшего адъютанта штаба 71-й пехотной дивизии, а 6 июля 1917 года — на должность помощника старшего адъютанта разведывательного отделения отдела генерал-квартирмейстера штаба 6-й армии. 20 октября 1917 года присвоен чин подполковника.
15 июля 1918 года в качестве военспеца призван в ряды РККА и назначен на должность начальника штаба 2-й Петроградской стрелковой дивизии, 1 сентября — на должность помощника начальника оперативного отделения штаба Северного участка отрядов завесы и Петроградского района обороны, а 8 ноября — на должность начальника штаба Особой бригады в составе 3-й армии (Восточный фронт), ведшей оборонительные боевые действия в районе Лысьвы, в ходе которых понесла тяжёлые потери и в декабре была расформирована.
23 декабря 1918 года назначен на должность помощника начальника оперативного отдела штаба 3-й армии, однако 23 января 1919 года переведён на должность начальника штаба 30-й стрелковой дивизии, которая вела боевые действия на Оханском направлении, а также в Пермской операции и взятии Омска. 3 августа Сергеев назначен на должность командира этой же дивизии, которая вскоре вела боевые действия севернее железной дороги Челябинск — Омск.
7 декабря 1919 года назначен на должность начальника штаба 3-й армии, которая вскоре была преобразована в 1-ю трудовую армию, командующим которой в период с 28 января по 8 марта 1920 года служил Е. Н. Сергеев.
20 апреля 1920 года назначен на должность начальника управления формирований запасных частей Западного фронта, а 7 мая — на должность командующего Северной группы войск 15-й армии, действовавшей к северу от Западной Двины и западнее Полоцка. Вскоре Северная группа войск была преобразована в 4-ю армию, с назначением Е. Н. Сергеева на должность командующего этой же армии, которая вела наступательные боевые действия в рамках Советско-польской войны, в ходе которых были заняты Свенцяны, Вильно, Гродно, Осовец, Ломжа, Цеханов, Остроленка и Прасныш.
6 августа был освобождён от занимаемой должности, отозван в распоряжение главкома, и в период с 27 августа 1920 по 5 марта 1921 года служил на должностях помощника начальника штаба 5-й армии и Восточно-Сибирского военного округа, состоял для особых поручений при помощнике главкома по Сибири, а с 5 по 8 февраля 1921 года исполнял должность начальника штаба 5-й армии и принимал участие в ходе разработки операций против войск под командованием барона Р. Ф. Унгерна фон Штернберга.
5 марта 1921 года назначен на должность помощника начальника штаба Петроградского военного округа, а 8 апреля того же года — на должность начальника штаба Петроградского укреплённого района.

### Послевоенная карьера
В октябре 1924 года назначен на должность помощника начальника штаба Ленинградского военного округа, а 2 октября 1925 года — на должность начальника штаба этого же округа, одновременно совмещая должности старшего руководителя Военно-технической академии РККА и заместителем главного руководителя по стратегии военных академий, дислоцированных в Ленинграде, а 1 ноября 1926 года — на должность начальника штаба Белорусского военного округа.
15 февраля 1928 года направлен на учёбу на армейское отделение при Военной академии РККА, после окончания в период с 23 октября по 23 декабря того же года проходил подготовку на курсах усовершенствования высшего начальствующего состава при Военной академии РККА.
1 января 1929 года назначен на должность начальника штаба Северо-Кавказского военного округа, однако уже 1 декабря того же года переведён в Военную академию РККА, где назначен на должность преподавателя и старшего руководителя кафедры тактики, в феврале 1934 года — на должность старшего руководителя кафедры оперативного искусства, в ноябре 1935 года — на должность начальника кафедры оперативного искусства. В мае 1936 года переведён в Академию Генштаба РККА на должность старшего руководителя кафедры оперативного искусства и стратегии.
Комдив Евгений Николаевич Сергеев 31 мая 1937 года был арестован и 10 сентября того же года Военной коллегией Верховного суда СССР приговорен к расстрелу по обвинению в участии в антисоветской организации. Приговор в тот же день был приведён в исполнение на Донском кладбище Москвы.
Реабилитирован Военной коллегией Верховного суда СССР 21 марта 1957 года.

## Награды
РСФСР
- Два ордена Красного Знамени (28.01.1920, 15.07.1920)[4][5].

Российская империя
- Орден Святой Анны 3-й степени с мечами и бантом (ВП 18.01.1915) и 4-й степени с надписью «за храбрость» (ВП 15.09.1915);
- Орден Святого Станислава 3-й степени с мечами и бантом (ВП 18.01.1915) и 2-й степени с мечами.

## Сочинения
- Сергеев Е. Н. От Двины к Висле: Очерк операций 4-й армии западного фронта в июле и первой половине августа 1920 года (второе наступление). — Смоленск: Воен. редакц. совет Западн. фронта, 1923. — 138 с.
- Маневры: Организация, методика и прием разработки плана маневров усиленной стрелковой дивизии : Кафедра подготовки войск Краснознаменной воен. акад. РККА им. М В. Фрунзе / Е. Сергеев ; Упр. боевой подготовки РККА и Краснознаменная воен. акад. РККА им. М. В. Фрунзе. — Москва : [Огиз]. Гос. воен. гос. изд-во, 1931 (тип. «Красный пролетарий»). — 96 с. : схем.; 23х16 см.